# Daniel Johns
Daniel Paul Johns (ur. 22 kwietnia 1979 w Newcastle) – australijski muzyk, wokalista, autor tekstów i piosenek, multiinstrumentalista. W latach 1994–2011 był członkiem zespołu rockowego Silverchair. W 2015 ukazał się debiutancki album solowy muzyka zatytułowany Talk. W 2007 zajął 18. miejsce na liście 25 najbardziej niedocenianych gitarzystów magazynu „Rolling Stone”.

## Wczesne lata
Urodził się w Newcastle w Nowej Południowej Walii w Australii jako najstarsze z trojga dzieci Julii i Grega Johnsów. Jego ojciec był właścicielem sklepu z owocami w Newcastle. Dorastał w Merewether w Nowej Południowej Walii w Australii. W 1997 ukończył Newcastle High School.

## Kariera

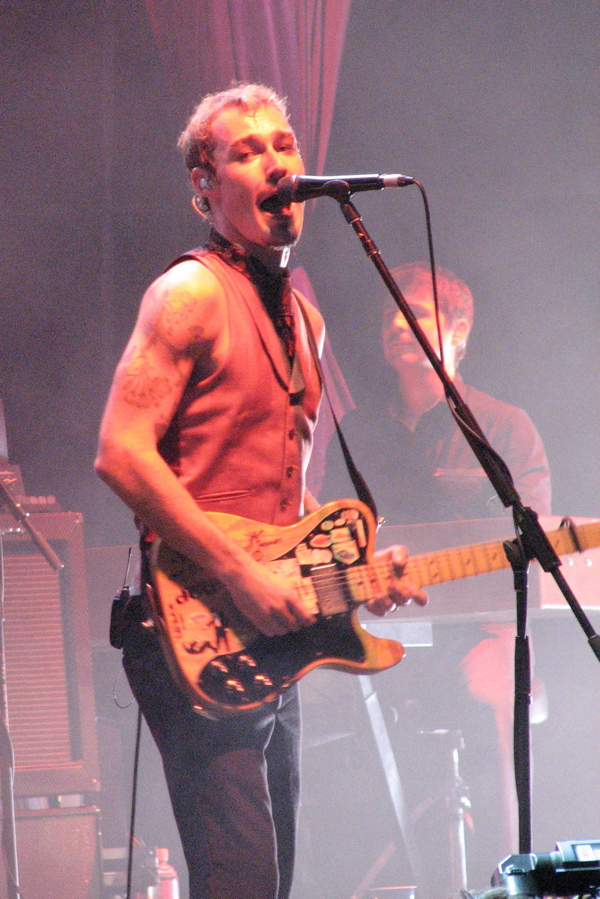
Daniel Johns występujący na trasie Across the Great Divide Tour we wrześniu 2007 roku

W wieku dwunastu lat zaczął grać na gitarze i założył zespół The Innocent Criminals ze swoimi szkolnymi przyjaciółmi, Benem Gilliesem i Chrisem Joannou.
Kiedy Daniel Johns miał 15 lat, jego zespół, obecnie znany jako Silverchair, wygrał konkurs prowadzony przez program SBS Nomad na nagranie demo swojej piosenki „Tomorrow”. W 1994 grupa podpisała kontrakt z Sony Music na trzy albumy, a rok później wydała swój debiutancki album Frogstomp (1995). Potem ukazały się albumy – Freak Show (1997), Neon Ballroom (1999) i Diorama (2002), zanim zespół zrobił sobie przerwę. Podczas tej przerwy Johns pracował nad wieloma różnymi projektami, z których najsłynniejszy to The Dissociatives z Paulem Maciem. W 2000 duet nagrał EP-kę z pięcioma utworami, I Can’t Believe It’s Not Rock.
Był na okładkach „New Weekly” (w styczniu 2004) i „Sunday Style” (w lipcu 2015).
Pod koniec 2005 Johns i Silverchair ogłosili produkcję nowego album Young Modern, wydanego 31 marca 2007, a po nim odbyła się trasa koncertowa Across the Great Divide z innym australijskim zespołem Powderfinger. Rok później ogłoszono, że Johns współpracował z Lukiem Steele’em z Empire of the Sun nad projektem o nazwie Hathaway and Palmer (2008), ale nie zostało to potwierdzone.
W maju 2012 Johns napisał i nagrał muzykę z popowym duetem The Veronicas na trzeci album. Następnie napisał piosenki dla Qantas i 360, a w 2015 jako artysta solowy wydał 15-utworowy debiutancki album, zatytułowany Talk.
Johns wraz z Lukiem Steele’em stworzył DREAMS, wydając w marcu 2018 singiel „No One Defeats Us”. Debiutancki album DREAMS, No One Defeats Us, został wydany we wrześniu 2018 za pośrednictwem EMI.

## Życie prywatne
Pod koniec 1997, podczas trasy Freak Show, doznał depresji, gdy pojawiły się plotki, że cierpi na uzależnienie od narkotyków i zaburzenia odżywiania. Johns wyjaśnił w wywiadzie dla „Rolling Stone”, że rozwinął się u niego jadłowstręt psychiczny. Wraz z Neon Ballroom nagrał singiel „Ana’s Song” o walce Johnsa z anoreksją. W 2004 podczas rozmowy z Andrew Dentonem ujawnił, że w pewnym momencie rozważał samobójstwo.
W 2002 ogłosił zaręczyny z piosenkarką Natalie Imbruglią, którą poślubił 31 grudnia 2003. W 2008 para się rozwiodła.
Jest weganinem. W 2014 został aresztowany za jazdę pod wpływem alkoholu i ukarany grzywną oraz zakazem prowadzenia pojazdów do czerwca 2015.

## Dyskografia
Albumy
| Tytuł | Dane dot. albumu                                        | Pozycja na liście |
| Tytuł | Dane dot. albumu                                        | AUS               |
| ----- | ------------------------------------------------------- | ----------------- |
| Talk  | - Data: 22 maja 2015 - Wydawca: Eleven: A Music Company | 2                 |

Minialbumy
| Tytuł       | Dane dot. albumu                                         | Pozycja na liście |
| Tytuł       | Dane dot. albumu                                         | AUS               |
| ----------- | -------------------------------------------------------- | ----------------- |
| Aerial Love | - Data: 13 marca 2015 - Wydawca: Eleven: A Music Company | 21                |